# Bryan Landaverde
Bryan Balmore Landaverde Álvarez (ur. 27 maja 1995 w Ilopango) – salwadorski piłkarz występujący na pozycji środkowego pomocnika, reprezentant Salwadoru, od 2019 roku zawodnik FAS.